# Ácido graso sintasa
La ácido graso sintasa (EC 2.3.1.85) es un complejo multienzimático que cataliza la biosíntesis de ácidos grasos. Es una proteína dimérica formada por dos polipéptidos idénticos de 272 kDa en el cual el substrato es cedido de un dominio funcional a otro. En humanos, está codificado por el gen FASN.
Su principal función es catalizar la síntesis de ácido palmítico (un ácido graso saturado de 16 átomos de carbonos) a partir de acetil-CoA y malonil-CoA, en presencia de NADPH.
La ácido graso sintasa pertenece a la familia de las sintasas, las cuales se caracterizan por ser enzimas que catalizan algún proceso de biosíntesis. Algunas de las proteínas relacionadas son:
· ATP sintasa
· Citrato sintasa
· Triptófano sintasa
· Celulosa sintasa (formadora de UDP)
· Celulosa sintasa (formadora de GDP)
Esta enzima pertenece a la familia genética de las deshidrogenasas de cadena corta/reductasas superfamilia (SDR), siendo esta una gran familia de enzimas, la mayoría de ellas conocidas debido a su dependencia de NAD– o NADP– oxidoreductasas.
En cuanto a su linaje, encontramos el siguiente orden (de menos a más específico): Eukaryota; Metazoa; Chordata; Craniata; Vertebrata; Euteleostomi; Mammalia; Eutheria; Euarchontoglires; Primates; Haplorrhini; Catarrhini; Hominidae; Homo.
La ácido graso sintasa tiene una longitud de 2511 residuos de aminoácidos y un peso molecular de 273,427 Da. Es una molécula cuaternaria y dimérica.

## Función Biológica
Los ácidos grasos son ácidos alifáticos fundamentales para la producción y almacenamiento de energía, estructura celular y como intermediarios en la biosíntesis de hormonas y otras moléculas de importancia biológica. Son sintetizados por una serie de reacciones decarboxilativas (condensación de claisen) de acetyl-CoA, malonyl-COA y NADPH.
Esta proteína multifuncional tiene 7 actividades catalíticas, así como la función transportadora de acilo:
· Acetyl-CoA + n malonyl-CoA + 2n NADPH = a long-chain fatty acid + (n+1) CoA + n CO2 + 2n NADP+.
· Acetyl-CoA + [acyl-carrier-protein] = CoA + acetyl-[acyl-carrier-protein].
· Malonyl-CoA + an [acyl-carrier-protein] = CoA + a malonyl-[acyl-carrier-protein]
· Acyl-[acyl-carrier-protein] + malonyl-[acyl-carrier-protein] = 3-oxoacyl-[acyl-carrier-protein] + CO2 + [acyl-carrier-protein].
· (3R)-3-hydroxyacyl-[acyl-carrier-protein] + NADP+ = 3-oxoacyl-[acyl-carrier-protein] + NADPH.
· A (3R)-3-hydroxyacyl-[acyl-carrier protein] = a trans-2-enoyl-[acyl-carrier protein] + H2O.
· An acyl-[acyl-carrier protein] + NADP+ = a trans-2,3-dehydroacyl-[acyl-carrier protein] + NADPH.
· Oleoyl-[acyl-carrier-protein] + H2O = [acyl-carrier-protein] + oleate.
La enzima consta de cinco sitios activos:
| Posición | Actividad                                    | Estructura secundaria del sitio activo |
| 161      | beta-cetoacilo sintasa                       | Hélice (160-162)                       |
| 581      | maloniltransferasa                           | -                                      |
| 878      | Para actividad beta-hidroxiacil deshidratasa | -                                      |
| 2308     | Para actividad tioesterasa                   | -                                      |
| 2481     | Para actividad tioesterasa                   | -                                      |

## Clasificación
Existen dos tipos principales de ácido graso sintasa:
· Tipo I - utilizan una cadena peptídica larga y multifuncional, y son comunes tanto en mamíferos como en hongos (a pesar de que sus estructuras son diferentes). Este tipo de ácido graso sintasa, también es encontrado en el grupo CNM de bacterias (corinebacteria, micobacteria y nocardia). En estas bacterias, el sistema de tipo I produce ácido palmítitico, y coopera con el sistema de tipo II para producir una mayor diversidad de productos lipídicos.
· Tipo II - se encuentra en arqueas y bacterias y se caracteriza por el uso de enzimas discretas y monofuncionales para la síntesis de ácidos grasos.
El ácido graso sintasa se encuentra principalmente en grasa, así como en la próstata, pulmones cerebro e hígado. En cuanto a su localización intracelular, se encuentra principalmente en el citoplasma y en melanosoma, así como en el citosol, aparato de Golgi y membrana plasmática, seguido por la mitocondria y el núcleo (mayor a menor concentración). Algunas enfermedades asociadas con el ácido graso sintasa, son la obesidad y el cáncer de próstata.

## Estructura
La ácido graso sintasa (FAS) de mamíferos consiste en un homodímero de dos subunidades de proteínas idénticas, en las que se separan tres dominios catalíticos en la sección N-terminal (sintetasa de cetoacetilo (KS), malonil / acetiltransferasa (MAT) y deshidrasa (DH)) por un núcleo Región de 600 residuos de cuatro dominios C-terminal (enoil reductasa (ER), -cetoacil reductasa (KR), acil portador de proteínas (ACP) y la tioesterasa (TE)).
El modelo convencional para la organización del FAS se basa en gran medida en las observaciones de que el reactivo bifuncional 1,3-dibromopropanona (DBP) es capaz de reticular el sitio activo cisteína tiol del dominio KS en un monómero FAS con el grupo prostético fosfopanteteína del dominio ACP en el otro monómero. El análisis de complementación de los dímeros de FAS que llevan diferentes mutaciones en cada monómero ha establecido que los dominios KS y MAT pueden cooperar con el ACP de cualquiera de los monómeros. Y una reinvestigación de los experimentos de reticulación de DBP reveló que el sitio activo KS Cys161 tiol podría estar reticulado con el ACP 4'-fosfopanteteína tiol de cualquiera de los monómeros. Además, se ha informado recientemente que un FAS heterodimérico que contiene sólo un monómero competente es capaz de sintetizar palmitato.

## Técnicas de Caracterización
Una estructura cristalina de alta resolución de una gran parte del ácido graso sintasa humano que abarca el dominio en tándem de beta-oxoacilo sintasa KS conectado por un dominio de vinculación a la maloniltransferasa dominio MAT, fue caracterizada por medio de cristalografía de rayos x con una resolución de 2,15 A.
Así mismo, se obtuvo un mapa tridimensional del ácido graso sintasa de levadura a una resolución de 5,9 A por criomicroscopia electrónica de partículas individuales. Las regiones de densidad distintas en las cámaras de reacción junto a cada uno de los dominios catalíticos encajaban en el dominio de la proteína portadora de acilo que se unía al sustrato. En cada caso, esto da como resultado la distancia esperada de aproximadamente 18 A desde el sitio de unión al sustrato de la proteína portadora de acilo al sitio activo de los dominios catalíticos. Las posiciones múltiples, parcialmente ocupadas de la proteína portadora de acilo dentro de la cámara de reacción proporcionan una visión estructural directa en el mecanismo substrato-desplazamiento. El dominio de la proteína portadora de acilo es móvil dentro del cilindro de ácido graso sintasa, lo que le permite visitar sitios catalíticos sucesivos.